# Фадеєвський
Фаде́євський (рос. Фадеевский) — селище у складі Пономарьовського району Оренбурзької області, Росія.

## Населення
Населення — 598 осіб (2010; 731 у 2002).
Національний склад (станом на 2002 рік):
- росіяни — 88 %